# Palazzo Municipale (Castel Goffredo)
Il Palazzo Municipale (o Palazzo della Ragione) e Loggia della Magnifica Comunità si trovano in piazza Mazzini a Castel Goffredo, in provincia di Mantova. È sede del comune.

## Storia

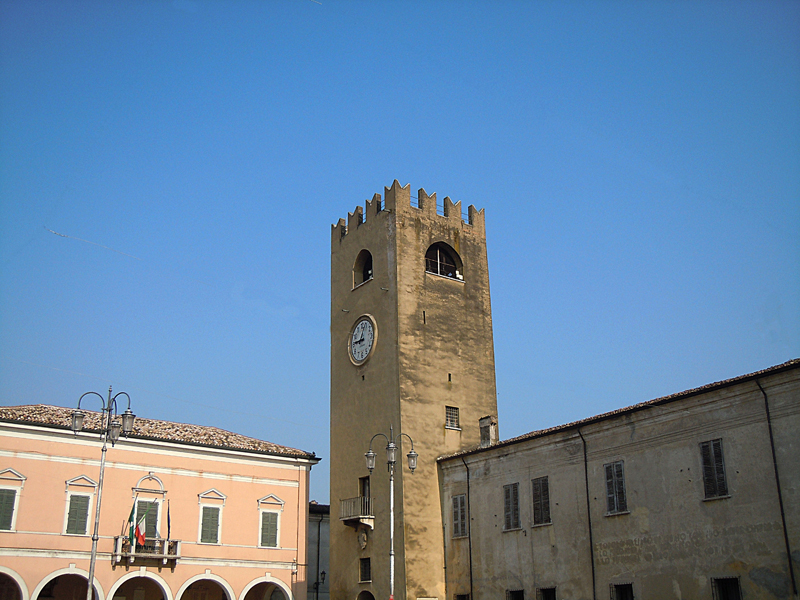
Il Palazzo Municipale attuale, a sinistra della Torre civica, a fianco della quale era collocata la domus Comunis.

L'antico palazzo di proprietà comunale (domus Comunis) (o Palazzo del Vicario) era sistemato sul fianco destro della torre civica nell'antica Piazza del Ponte dell'Olmo; risulta essere presente sin dal 1337, quando Castel Goffredo, con atto pubblico del notaio Giacomino Gandolfi, si mise sotto la protezione di Luigi Gonzaga, primo capitano del popolo di Mantova.
Questo edificio venne ceduto nel 1480, passando in proprietà a Ludovico Gonzaga, vescovo di Mantova e marchese di Castel Goffredo, che intendeva farne la sua residenza. È pertanto possibile ipotizzare che l'attuale struttura sia stata edificata successivamente alla predetta cessione. Ogni anno si riuniva nella casa la vicinia generale che, composta da tutti i capi famiglia, nominava il Consiglio che doveva accudire agli incarichi di pubblico servizio.
Durante il corso degli anni ha subito diversi restauri sia interni che esterni.

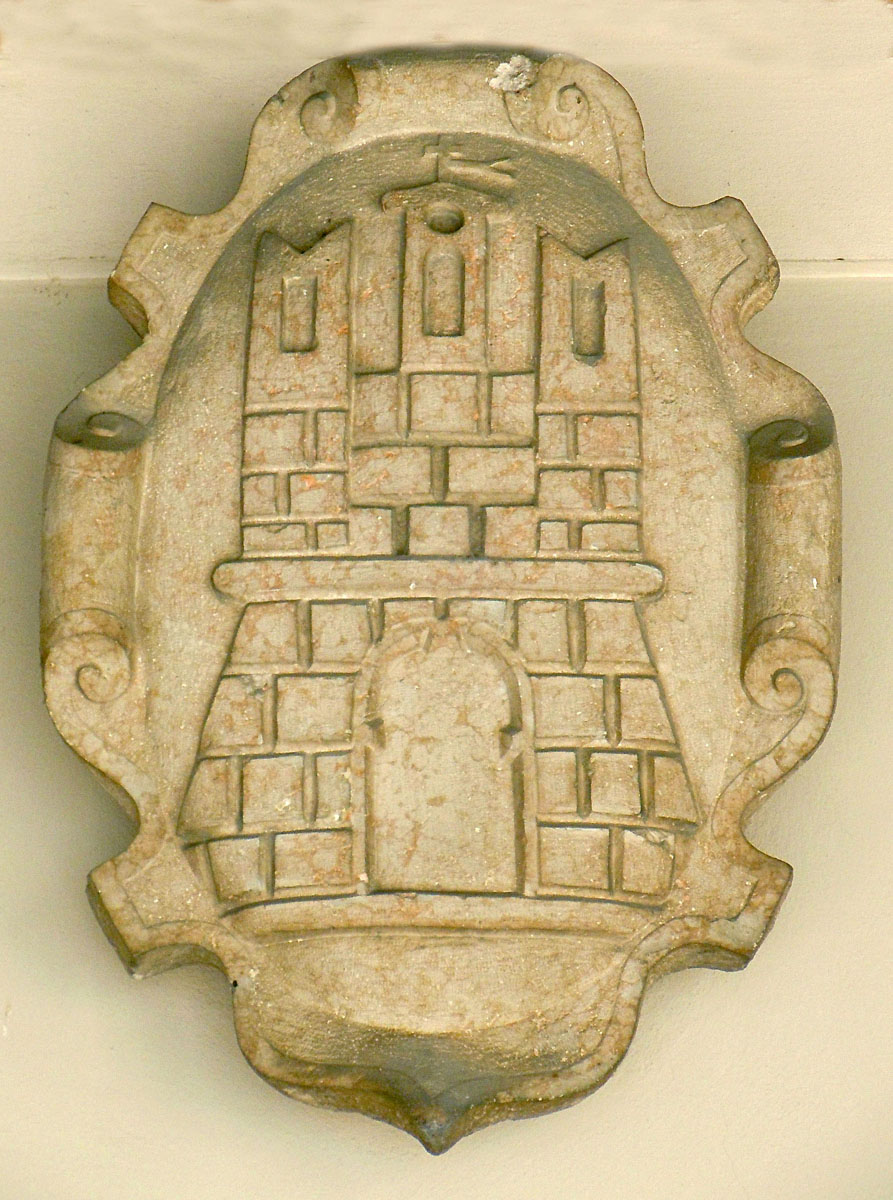
Stemma in marmo del Comune

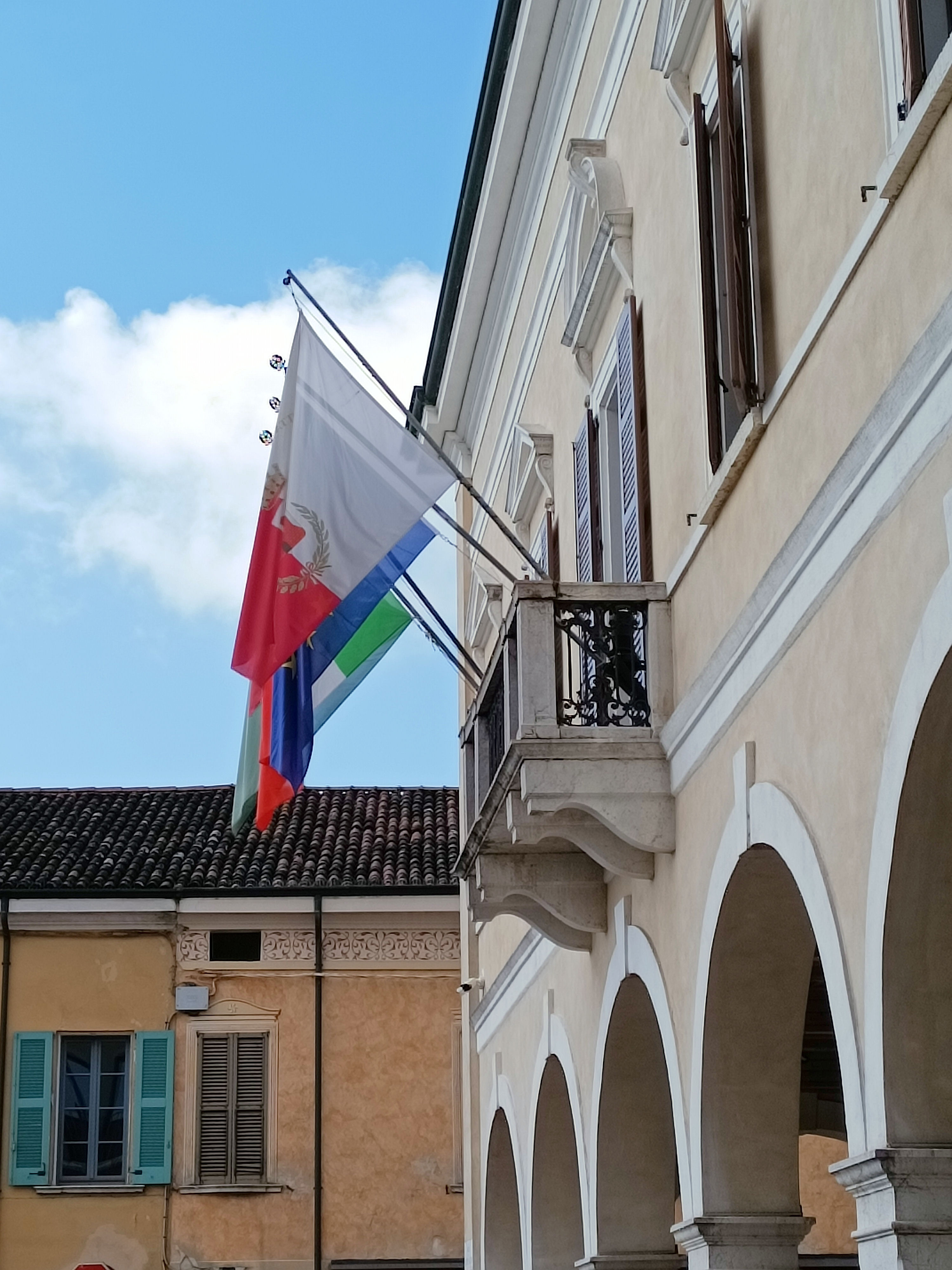
Castel Goffredo, Palazzo municipale.

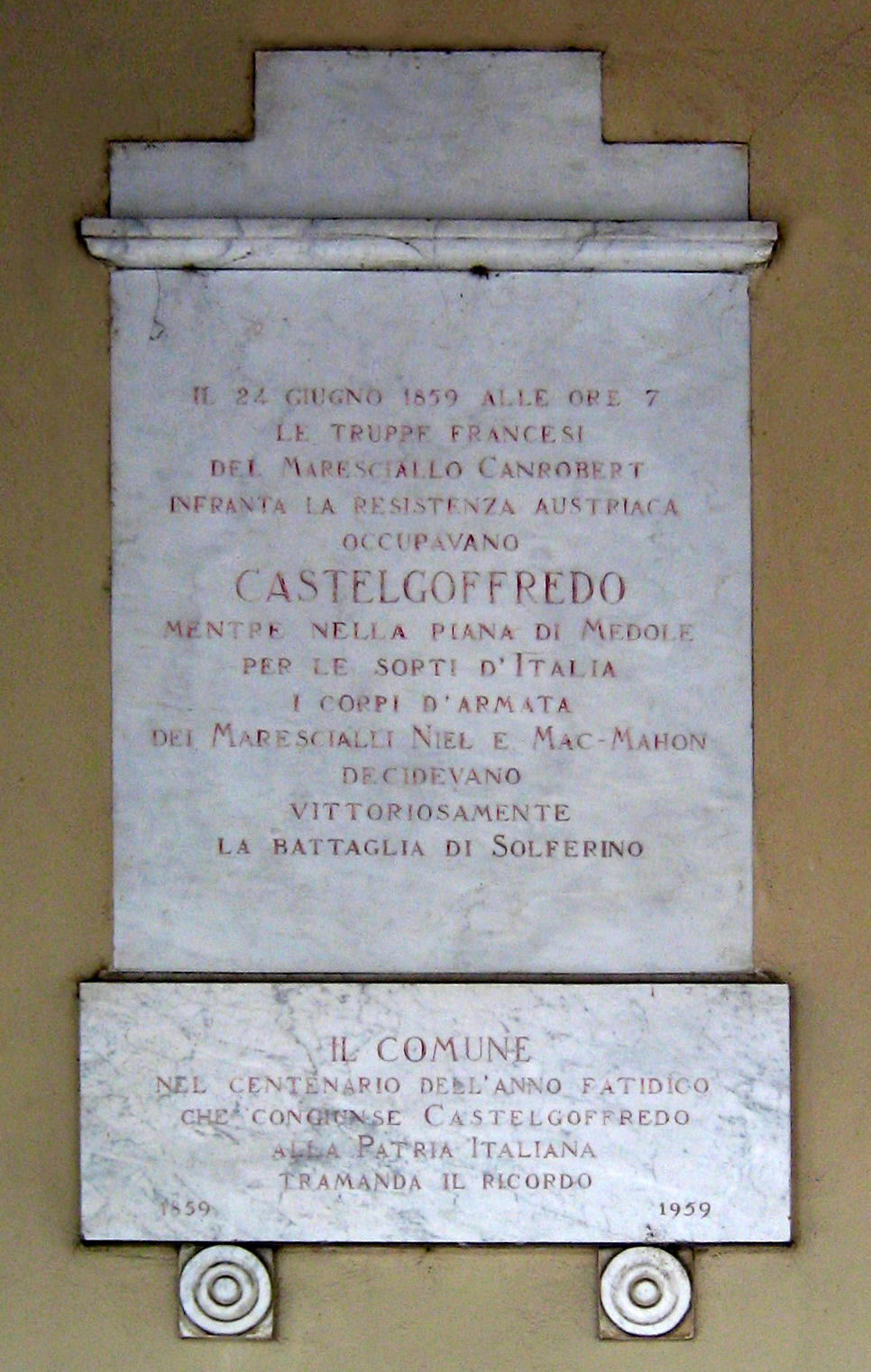
Lapide commemorativa della battaglia di Solferino e San Martino e del maresciallo francese Canrobert.

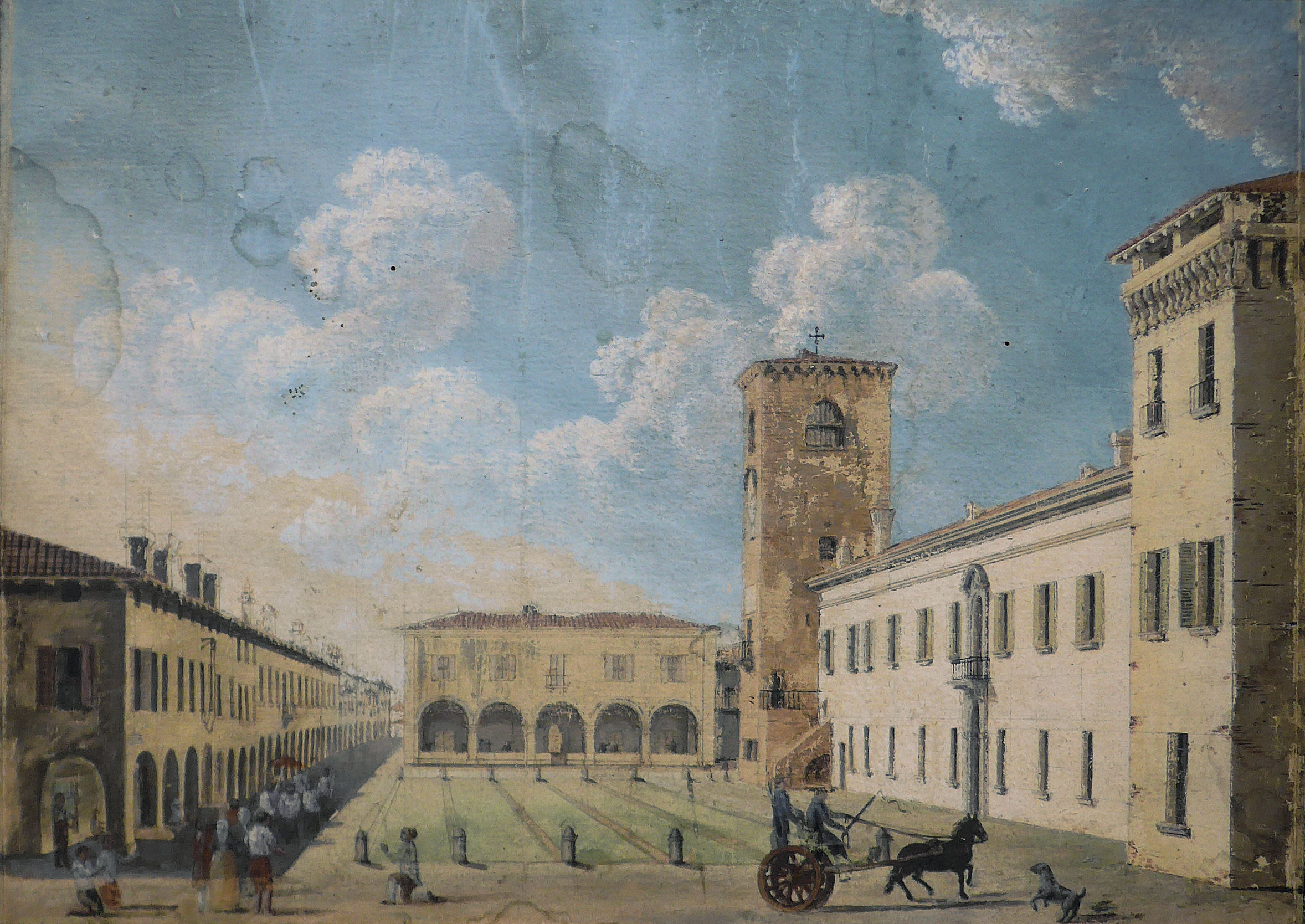
Piazza Mazzini, tempera su carta, anonimo seconda metà XVIII secolo, MAST Castel Goffredo

## Descrizione
Il prospetto principale, più antico, che si affaccia su piazza Mazzini, è in stile neoclassico.
Al pian terreno è sistemata la “Loggia delle grida” o "Loggia della Magnifica Comunità" dove si riuniva la vicinia. Una lapide commemorativa posta sulla destra dell'ingresso ricorda la battaglia di Solferino del 24 giugno 1859 e il maresciallo francese François Certain de Canrobert. 
Al primo piano si aprono quattro finestre con balcone centrale. La sala consiliare, dal soffitto affrescato (1850) recentemente restaurato, nell'Ottocento ospitava il teatro comunale della città.
All'interno, in stile moderno, è collocata una scultura in ferro dello scultore mantovano Ferruccio Bolognesi (1924-2002) rappresentante i personaggi dell'Eneide di Virgilio che, secondo alcuni studiosi, nacque nel territorio castellano.

## Raccolta comunale d'arte
Nella sala consiliare trova esposizione la raccolta d'arte, con opere rappresentanti Castel Goffredo nel Novecento.
È presente anche un'ara votiva in marmo di un periodo compreso tra il I secolo a.C. ed il I secolo d.C. dedicata a Mercurio rinvenuta alla fine del 1900 in frazione Poiano e riportante la seguente iscrizione: L.V.I. / MERCUR / V.S.L.M.

### Altre fonti
1999 – Immagina. Castel Goffredo: l'evoluzione di un territorio, CD-ROM, a cura del Comune di Castel Goffredo.